# Gusev (cráter marciano)

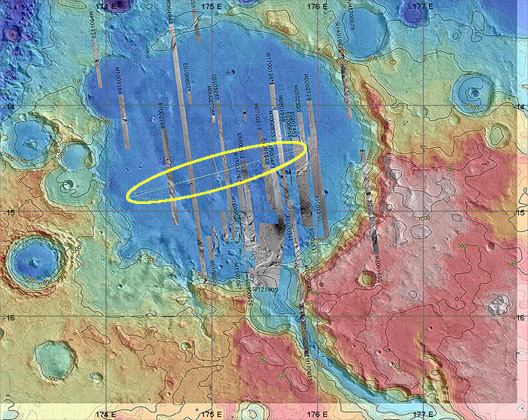
La elipse amarilla indicada en la figura, representa el área de aterrizaje del Spirit. Regiones en rojo y amarillo indican tierras altas; verde y azul indican tierras bajas

El cráter Gusev es un gigantesco cráter de impacto situado en la superficie de Marte. Mide 166 km de diámetro y se cree ha sido formado hace de 3 a 4 mil millones de años. Este cráter es de interés, pues constituyó el área en la que uno de los Mars Exploration Rovers, el Spirit, amartizó el 3 de enero de 2004. El cráter está localizado en el hemisferio meridional del planeta al sureste del cráter Zutphen y al suroeste de Galdakao, en las coordenadas 14,6° de latitud sur y 175,3° de longitud este. Dentro del mismo hay diferentes cráteres, como el Thira de 21,8 km de diámetro, el Crivitz, de 6,2 km o el Castril de 2,2 km.
El cráter recibió su nombre en 1976, en homenaje a un famoso astrónomo, ruso llamado Matvéi Gúsev (1826-1866).
Imágenes obtenidas por diferentes sondas espaciales, indican que el cráter Gusev habría sido en el pasado, el lecho de un gran lago y que era alimentado por un río, que interconectaba este cráter con un supuesto mar, que estaba situado más al sur, a cerca de unos 700 kilómetros de distancia. De esta forma, en él se espera que sean encontrados indicios de existencia de agua, en el pasado remoto de Marte.
Se estima que los depósitos volcánicos sobre esta área debieron cubrir cualquier evidencia del antiguo lago, y los científicos esperan que algún evento, como el impacto de un meteorito o movimientos del suelo debidos a alguna fuerza geológica, tengan lugar de modo que dejen al descubierto dichas evidencias para que el Spirit pueda proceder a analizarlas. 
El profundo valle que interconecta este cráter a los supuestos mares del sur se denomina Ma'adim Vallis. Es uno de los más sinuosos y profundos valles de Marte.
Imágenes de la región obtenidas por satélites, indican que el agua discurría hacia el norte, saliendo de los mares del sur, dirigiéndose hacia el cráter de Gusev.
Ciertas formaciones del terreno en la boca del Ma'adim Vallis, situados en la entrada del cráter Gusev, se asemejan a los deltas de ríos terrestres. Estas formaciones en la Tierra necesitan cientos de miles de años para ser formadas, sugiriendo que el agua corría en Marte durante largos períodos de tiempo.
El vehículo Spirit específicamente halló un afloramiento de rocas que muestran evidencias de haber sufrido la acción del agua, Clovis. Mientras que, observando las innumerables fotos obtenidas por el vehículo, de una manera general, visualmente esta región no demuestra claramente haber sufrido la acción del agua.
Otra dificultad encontrada por el vehículo Spirit radica en la cantidad de sedimentos que cubre la región y que oculta los afloramentos rocosos, que son las formaciones que más claramente pueden contener indicios de la acción del agua.